# Seznam dílů seriálu Sedm dní
Toto je seznam dílů seriálu Sedm dní. Americký dramatický seriál Sedm dní byl premiérově vysílán v letech 1998–2001 na stanici UPN, celkem vzniklo ve třech řadách 66 dílů.

## Přehled řad
| Řada | Díly | Premiéra v USA | Premiéra v USA  | Premiéra v ČR      | Premiéra v ČR     |
| Řada | Díly | První díl      | Poslední díl    | První díl          | Poslední díl      |
| ---- | ---- | -------------- | --------------- | ------------------ | ----------------- |
| 1    | 21   | 7. října 1998  | 26. května 1999 | 28. září 2000      | 13. prosince 2000 |
| 2    | 23   | 29. září 1999  | 24. května 2000 | 19. listopadu 2015 | 21. prosince 2015 |
| 3    | 22   | 11. října 2000 | 29. května 2001 | nebylo vysíláno    | nebylo vysíláno   |

## Seznam dílů

### První řada (1998–1999)
Česká premiéra první řady byla vysílána po půlnoci, v seznamu je datum české premiéry uvedeno podle televizního dne, tj. hodiny 00:00–06:00 se počítají k předchozímu kalendářnímu dni.
| Č. v seriálu | Č. v řadě | Původní název                | Český název | Režie                | Scénář                            | Premiéra v USA     | Premiéra v ČR              |
| ------------ | --------- | ---------------------------- | ----------- | -------------------- | --------------------------------- | ------------------ | -------------------------- |
| 1–2          | 12        | Pilot                        |             | John McPherson       | Christopher Crowe a Zachary Crowe | 7. října 1998      | 28. září 20004. října 2000 |
| 3            | 3         | The Gettysburg Virus         |             | Vern Gillum          | Harry Cason a Stephen Beck        | 14. října 1998     | 5. října 2000              |
| 4            | 4         | Come Again?                  |             | Aaron Lipstadt       | Evan Katz                         | 21. října 1998     | 11. října 2000             |
| 5            | 5         | Vows                         |             | John McPherson       | Thomas Ropelewski                 | 28. října 1998     | 12. října 2000             |
| 6            | 6         | Doppleganger (Part 1)        |             | John McPherson       | James Crocker                     | 4. listopadu 1998  | 18. října 2000             |
| 7            | 7         | Doppleganger (Part 2)        |             | John McPherson       | James Crocker                     | 11. listopadu 1998 | 19. října 2000             |
| 8            | 8         | Shadow Play                  |             | David Livingston     | B. B. Smickers                    | 18. listopadu 1998 | 25. října 2000             |
| 9            | 9         | As Time Goes By              |             | John McPherson       | Tim Finch & Tamara Shaw           | 25. listopadu 1998 | 26. října 2000             |
| 10           | 10        | Sleepers                     |             | Charles Picerni, Sr. | Gannon Kenney                     | 16. prosince 1998  | 1. listopadu 2000          |
| 11           | 11        | HAARP Attack                 |             | John McPherson       | Paulette Polinski                 | 27. ledna 1999     | 2. listopadu 2000          |
| 12           | 12        | Last Card Up                 |             | Charles Picerni, Sr. | Lyn Freeman                       | 3. února 1999      | 8. listopadu 2000          |
| 13           | 13        | Last Breath                  |             | John McPherson       | John McPherson a Howard Salus     | 10. února 1999     | 9. listopadu 2000          |
| 14           | 14        | Parkergeist                  |             | David Livingston     | Peter Farriday                    | 24. února 1999     | 15. listopadu 2000         |
| 15           | 15        | Daddy's Girl                 |             | Don Kurt             | Harry Cason                       | 3. března 1999     | 22. listopadu 2000         |
| 16           | 16        | There's Something About Olga |             | Jeannot Szwarc       | Tim Finch a Tamara Shaw           | 31. března 1999    | 23. listopadu 2000         |
| 17           | 17        | A Dish Best Served Cold      |             | John McPherson       | Stephen Beck                      | 12. dubna 1999     | 29. listopadu 2000         |
| 18           | 18        | Vegas Heist                  |             | Kenneth Johnson      | Dan York                          | 5. května 1999     | 30. listopadu 2000         |
| 19           | 19        | EBE's                        |             | John McPherson       | Michael Cassutt                   | 12. května 1999    | 6. prosince 2000           |
| 20           | 20        | Walter                       |             | Charles Correll      | Harry Cason a Stephen Beck        | 19. května 1999    | 7. prosince 2000           |
| 21           | 21        | Lifeboat                     |             | John McPherson       | Thomas Ropelewski                 | 26. května 1999    | 13. prosince 2000          |

### Druhá řada (1999–2000)
| Č. v seriálu | Č. v řadě | Původní název                   | Český název | Režie                | Scénář                       | Premiéra v USA     | Premiéra v ČR      |
| ------------ | --------- | ------------------------------- | ----------- | -------------------- | ---------------------------- | ------------------ | ------------------ |
| 22           | 1         | The Football                    |             | John McPherson       | Julie Ann Park               | 29. září 1999      | 19. listopadu 2015 |
| 23           | 2         | Pinball Wizard                  |             | Charles Correll      | Dan York                     | 6. října 1999      | 20. listopadu 2015 |
| 24           | 3         | Parker.com                      |             | Mike Vejar           | Peter Farriday               | 13. října 1999     | 23. listopadu 2015 |
| 25           | 4         | For the Children                |             | Don Kurt             | Ann Lewis Hamilton           | 20. října 1999     | 24. listopadu 2015 |
| 26           | 5         | Two Weddings and a Funeral      |             | David Livingston     | Tim Finch a Tamara Shaw      | 3. listopadu 1999  | 25. listopadu 2015 |
| 27           | 6         | Walk Away                       |             | Don Kurt             | Tim Finch a Tamara Shaw      | 10. listopadu 1999 | 26. listopadu 2015 |
| 28           | 7         | Sister's Keeper                 |             | Kenneth Johnson      | Brad Markowitz               | 17. listopadu 1999 | 27. listopadu 2015 |
| 29           | 8         | The Collector                   |             | John McPherson       | Alfonse Ruggiero, Jr.        | 24. listopadu 1999 | 30. listopadu 2015 |
| 30           | 9         | Love and Other Disasters        |             | David Livingston     | Paulette Polinski            | 15. prosince 1999  | 1. prosince 2015   |
| 31           | 10        | The Devil and the Deep Blue Sea |             | Charles Picerni, Sr. | Harry Cason                  | 5. ledna 2000      | 2. prosince 2015   |
| 32           | 11        | Time Gremlin                    |             | Kenneth Johnson      | Thomas Ropelewski            | 12. ledna 2000     | 3. prosince 2015   |
| 33           | 12        | Buried Alive                    |             | Mike Vejar           | Stephen Beck                 | 9. února 2000      | 4. prosince 2015   |
| 34           | 13        | The Backstepper's Apprentice    |             | John McPherson       | Dan York                     | 16. února 2000     | 7. prosince 2015   |
| 35           | 14        | Deja Vu All Over Again          |             | Charles Correll      | Alfonse Ruggiero, Jr.        | 23. února 2000     | 8. prosince 2015   |
| 36           | 15        | Space Station Down              |             | William Graham       | Stephen Beck                 | 1. března 2000     | 9. prosince 2015   |
| 37           | 16        | The Cuban Missile               |             | David Livingston     | Thomas Ropelewski            | 22. března 2000    | 10. prosince 2015  |
| 38           | 17        | X-35 Needs Changing             |             | Charles Picerni, Sr. | Harry Cason a Julie Ann Park | 5. dubna 2000      | 11. prosince 2015  |
| 39           | 18        | Brother, Can You Spare a Bomb?  |             | Charles Correll      | Nick Searcy a Peter Farriday | 19. dubna 2000     | 14. prosince 2015  |
| 40           | 19        | Pope Parker                     |             | John McPherson       | Paulette Polinski            | 26. dubna 2000     | 15. prosince 2015  |
| 41           | 20        | Witch Way to the Prom           |             | Don Kurt             | Tim Finch a Tamara Shaw      | 3. května 2000     | 16. prosince 2015  |
| 42           | 21        | Mr. Donovan's Neighborhood      |             | Kenneth Johnson      | Brad Markowitz               | 10. května 2000    | 17. prosince 2015  |
| 43           | 22        | Playmates and Presidents        |             | Mike Vejar           | Dan York                     | 17. května 2000    | 18. prosince 2015  |
| 44           | 23        | The Cure                        |             | John McPherson       | Richard Blade                | 24. května 2000    | 21. prosince 2015  |

### Třetí řada (2000–2001)
| Č. v seriálu | Č. v řadě | Původní název             | Režie                | Scénář                             | Premiéra v USA     |
| ------------ | --------- | ------------------------- | -------------------- | ---------------------------------- | ------------------ |
| 45           | 1         | Stairway to Heaven        | John McPherson       | Stephen Beck                       | 11. října 2000     |
| 46           | 2         | Peacekeepers              | Charles Picerni, Sr. | Tim Finch a Reuben Leder           | 18. října 2000     |
| 47           | 3         | Rhino                     | Kenneth Johnson      | David Aaron Freed a Howard Salus   | 25. října 2000     |
| 48           | 4         | The Dunwych Madness       | Kenneth Johnson      | Stephen Beck                       | 1. listopadu 2000  |
| 49           | 5         | Olga's Excellent Vacation | John McPherson       | Harry Cason                        | 8. listopadu 2000  |
| 50           | 6         | Deloris Demands           | Mike Vejar           | Howard Salus a David A. Freed      | 15. listopadu 2000 |
| 51           | 7         | The Fire Last Time        | Kenneth Johnson      | Tim Finch                          | 22. listopadu 2000 |
| 52           | 8         | Tracker                   | Chip Scott Laughlin  | Reuben Leder                       | 20. prosince 2000  |
| 53           | 9         | Top Dog                   | Kenneth Johnson      | Thomas Ropelewski a Peter Farriday | 3. ledna 2001      |
| 54           | 10        | Adam & Eve & Adam         | John McPherson       | Peter Farriday                     | 10. ledna 2001     |
| 55           | 11        | Head Case                 | David Livingston     | Harry Cason                        | 31. ledna 2001     |
| 56           | 12        | Raven                     | Kenneth Johnson      | Stephen Beck                       | 7. února 2001      |
| 57           | 13        | The First Freshman        | Charles Correll      | Peter Farriday                     | 14. února 2001     |
| 58           | 14        | Revelation                | John McPherson       | Don Handfield a Darren Maddern     | 21. února 2001     |
| 59           | 15        | Crystal Blue Persuasion   | Chip Scott Laughlin  | Dan York a Michael King            | 28. února 2001     |
| 60           | 16        | Empty Quiver              | Les Butler           | Mike Mistovich                     | 21. března 2001    |
| 61           | 17        | Kansas                    | Charles Correll      | Michael King                       | 28. března 2001    |
| 62           | 18        | The Final Countdown       | Chip Scott Laughlin  | David Aaron Freed a Howard Salus   | 4. dubna 2001      |
| 63           | 19        | The Brink                 | Chip Scott Laughlin  | Mike Mistovich                     | 8. května 2001     |
| 64           | 20        | Sugar Mountain            | John McPherson       | Kamran Pasha                       | 15. května 2001    |
| 65           | 21        | Born in the USSR          | Kenneth Johnson      | Tim Finch                          | 22. května 2001    |
| 66           | 22        | Live: From Death Row      | John McPherson       | Adam Grossman                      | 29. května 2001    |